# جوزيبي جيوردانو
جوزيبي جيوردانو (بالإيطالية: Giuseppe Giordano)‏ هو لاعب رماية إيطالي، ولد في 16 يوليو 1974 في نابولي في إيطاليا.

## وصلات خارجية
- جوزيبي جيوردانو على موقع الاتحاد الدولي (الإنجليزية)
- جوزيبي جيوردانو على موقع أوليمبيديا (الإنجليزية)